# Mistrzostwa Świata Sezonu 3 w League of Legends
Mistrzostwa Świata Sezonu 3 w League of Legends – trzecia edycja e-sportowych Mistrzostw Świata w League of Legends, która odbyła się w Stanach Zjednoczonych.
Drużyna SK Telecom T1 pokonała 3:0, chińską drużynę Royal Club. Było to pierwsze zwycięstwo drużyny SK Telecom T1 oraz pierwsze dla Korei Południowej.

## Zakwalifikowane drużyny
W mistrzostwach wzięło udział 14 drużyn - 13 drużyn z 5 najważniejszych regionów oraz dzika karta z regionu CIS.
| Region                    | Drużyna                  | ID                       |
| Start w fazie pucharowej  | Start w fazie pucharowej | Start w fazie pucharowej |
| ------------------------- | ------------------------ | ------------------------ |
| Chiny                     | Royal Club               | RYL                      |
| Ameryka Północna          | Cloud9                   | C9                       |
| Korea Południowa          | NaJin Black Sword        | NJS                      |
| Tajwan, Hong Kong, Makau  | Gamania Bears            | GAB                      |
| Start w fazie grupowej    |                          |                          |
| Chiny                     | Oh My God                | OMG                      |
| Europa                    | Fnatic                   | FNC                      |
| Europa                    | Lemondogs                | LD                       |
| Europa                    | Gambit Gaming            | GMB                      |
| Ameryka Północna          | Team SoloMid             | TSM                      |
| Ameryka Północna          | Team Vulcun              | VUL                      |
| Korea Południowa          | Samsung Ozone            | SSO                      |
| Korea Południowa          | SK Telecom T1            | SKT                      |
| Azja Południowa           | Mineski                  | MSK                      |
| Dzika karta - Rosja (CIS) | GamingGear.EU            | GG                       |

## Faza grupowa
W fazie grupowej wystąpiło 10 drużyn, które zostały podzielone na 2 grupy. Drużyny zagrały systemem każdy z każdym do 1 wygranej mapy. 2 najlepsze drużyny każdej grupy awansowały do fazy pucharowej, gdzie czekały już cztery drużyny zakwalifikowane na All-Star Shanghai 2013. 

### Grupa A
| Drużyna       | W | P |
| ------------- | - | - |
| Oh My God     | 7 | 1 |
| SK Telecom T1 | 7 | 1 |
| Lemondogs     | 3 | 5 |
| Team SoloMid  | 2 | 6 |
| GamingGear.eu | 1 | 7 |

### Grupa B
| Drużyna       | W | P |
| ------------- | - | - |
| Fnatic        | 7 | 1 |
| Gambit Gaming | 5 | 3 |
| Samsung Ozone | 5 | 3 |
| Team Vulcun   | 3 | 5 |
| Mineski       | 0 | 8 |

Gambit Gaming wygrało dogrywkę z Samsung Ozone. 

## Faza Pucharowa
|  |                                |                   |                                |                                |   |               |                                   |          |  |  |       |       |       |
|  | Ćwierćfinał                    | Ćwierćfinał       | Ćwierćfinał                    |                                |   | Półfinał      | Półfinał                          | Półfinał |  |  | Finał | Finał | Finał |
|  | Ćwierćfinał                    | Ćwierćfinał       | Ćwierćfinał                    |                                |   | Półfinał      | Półfinał                          | Półfinał |  |  | Finał | Finał | Finał |
|  | 25 września 2013 - Culver City |                   |                                |                                |   |               |                                   |          |  |  |       |       |       |
|  |                                |                   |                                |                                |   |               |                                   |          |  |  |       |       |       |
|  | Gamania Bears                  | Gamania Bears     | 0                              |                                |   |               |                                   |          |  |  |       |       |       |
|  | Gamania Bears                  | Gamania Bears     | 0                              | 28 września 2013 - Los Angeles |   |               |                                   |          |  |  |       |       |       |
|  | SK Telecom T1                  | SK Telecom T1     | 2                              |                                |   |               |                                   |          |  |  |       |       |       |
|  | SK Telecom T1                  | SK Telecom T1     | 2                              |                                |   | SK Telecom T1 | SK Telecom T1                     | 3        |  |  |       |       |       |
|  | 24 września 2013 - Culver City |                   |                                |                                |   | SK Telecom T1 | SK Telecom T1                     | 3        |  |  |       |       |       |
|  |                                |                   | NaJin Black Sword              | NaJin Black Sword              | 2 |               |                                   |          |  |  |       |       |       |
|  | NaJin Black Sword              | NaJin Black Sword | NaJin Black Sword              | NaJin Black Sword              | 2 | 2             |                                   |          |  |  |       |       |       |
|  | NaJin Black Sword              | NaJin Black Sword |                                |                                |   | 2             | 5 października 2013 – Los Angeles |          |  |  |       |       |       |
|  | Gambit Gaming                  | Gambit Gaming     | 1                              |                                |   |               |                                   |          |  |  |       |       |       |
|  | Gambit Gaming                  | Gambit Gaming     | 1                              |                                |   | SK Telecom T1 | SK Telecom T1                     | 3        |  |  |       |       |       |
|  | 25 września 2013 - Culver City |                   |                                |                                |   | SK Telecom T1 | SK Telecom T1                     | 3        |  |  |       |       |       |
|  |                                |                   | Royal Club                     | Royal Club                     | 0 |               |                                   |          |  |  |       |       |       |
|  | Royal Club                     | Royal Club        | Royal Club                     | Royal Club                     | 0 | 2             |                                   |          |  |  |       |       |       |
|  | Royal Club                     | Royal Club        | 28 września 2013 – Los Angeles |                                |   | 2             |                                   |          |  |  |       |       |       |
|  | Oh My God                      | Oh My God         | 0                              |                                |   |               |                                   |          |  |  |       |       |       |
|  | Oh My God                      | Oh My God         | 0                              |                                |   | Royal Club    | Royal Club                        | 3        |  |  |       |       |       |
|  | 23 września 2013 - Culver City |                   |                                |                                |   | Royal Club    | Royal Club                        | 3        |  |  |       |       |       |
|  |                                |                   | Fnatic                         | Fnatic                         | 1 |               |                                   |          |  |  |       |       |       |
|  | Cloud9                         | Cloud9            | Fnatic                         | Fnatic                         | 1 | 1             |                                   |          |  |  |       |       |       |
|  | Cloud9                         | Cloud9            |                                |                                |   |               |                                   |          |  |  |       |       |       |
|  | Fnatic                         | Fnatic            | 2                              |                                |   |               |                                   |          |  |  |       |       |       |
|  | Fnatic                         | Fnatic            | 2                              |                                |   |               |                                   |          |  |  |       |       |       |

Źródło. Najlepsza czwórka:
| Miejsce | Zespół            | Gracze                  | Gracze                   | Gracze                          | Gracze                  | Gracze                      | Nagrody pieniężne |
| Miejsce | Zespół            | Top                     | Dżungla                  | Środek                          | ADC                     | Wsparcie                    | Nagrody pieniężne |
| ------- | ----------------- | ----------------------- | ------------------------ | ------------------------------- | ----------------------- | --------------------------- | ----------------- |
| 1       | SK Telecom T1     | Impact (Jung Eon-yeong) | Bengi (Bae Seong-woong)  | Faker (Lee Sang-hyeok)          | Piglet (Chae Gwang-jin) | PoohManDu (Lee Jeong-hyeon) | $1,000,000        |
| 2       | Royal Club        | GoDlike (Xiao Wang)     | Lucky (Liu Junjie)       | Wh1t3zZ (Lo Pun Wai)            | Uzi (Jian Zihao)        | Tabe (Wong Pak Kan)         | $250,000          |
| 3-4     | Fnatic            | sOAZ (Paul Boyer)       | Cyanide (Lauri Happonen) | xPeke (Enrique Cedeño Martinez) | puszu (Johannes Uibos)  | YellOwStaR (Bora Kim)       | $150,000          |
| 3-4     | NaJin Black Sword | Expession (Gu Bon-taek) | watch (Cho Jae-geol)     | Nagne (Kim Sang-moon)           | PraY (Kim Jong-in)      | Cain (Jang Nu-ri)           | $150,000          |

## Nagrody
Członkowie zwycięskiej drużyny podnieśli Puchar Przywoływacza, zdobywając tytuł Mistrzów Świata League of Legends 2013. Oprócz tego zdobyli nagrodę pieniężną w wysokości 1 miliona dolarów. 